# Antho barbadensis
Antho barbadensis är en svampdjursart som först beskrevs av van Soest 1984.  Antho barbadensis ingår i släktet Antho och familjen Microcionidae. Inga underarter finns listade i Catalogue of Life.